# خافيير بيريرا
خافيير بيريرا (بالإسبانية: Javier Pereira)‏ هو ممثل إسباني، ولد في 5 نوفمبر 1981 بمدريد في إسبانيا.

## وصلات خارجية
- خافيير بيريرا على موقع IMDb (الإنجليزية)
- خافيير بيريرا على موقع أول موفي (الإنجليزية)
- خافيير بيريرا على موقع قاعدة بيانات الأفلام السويدية (السويدية)
- خافيير بيريرا على موقع قاعدة بيانات الفيلم (الإنجليزية)
- خافيير بيريرا على موقع كينوبويسك (الروسية)